# Ocquier
Ocquier is een dorp in de Belgische provincie Luik en een deelgemeente van Clavier. Tot 1 januari 1977 was het een zelfstandige gemeente. 

## Demografische ontwikkeling
- Bronnen:NIS, Opm:1831 tot en met 1970=volkstellingen, 1976= inwoneraantal op 31 december

## Bezienswaardigheden
- De Sint-Remacluskerk van Ocquier is waarschijnlijk de grootste romaanse basiliek zonder transept in de Ardennen. De kerk ligt centraal in het dorp aan de N638, omringd door het kerkhof. Bij de restauratie van 1952-53 bleek dat de huidige kerk op de plaats staat van een oudere voorganger, een basiliek met toren. De huidige kerk dateert uit de 11e of 12e eeuw. Dit leidde men af uit de versieringen van de gevels met lisenen en boogfriezen, een ornamentatie die in het Luikse pas laat werd toegepast. Een dergelijke versiering is ook te zien aan het koor en de noorderapsis van de kerk in Chardeneux. De kerktoren dateert deels uit de 17e eeuw.

- Het kasteel van Amas.
- De hoeve Aux Grimes, ook genoemd de hoeve met de honderd vensters. Deze hoeve werd reeds genoemd in de 11e eeuw en herbouwd na 1653.

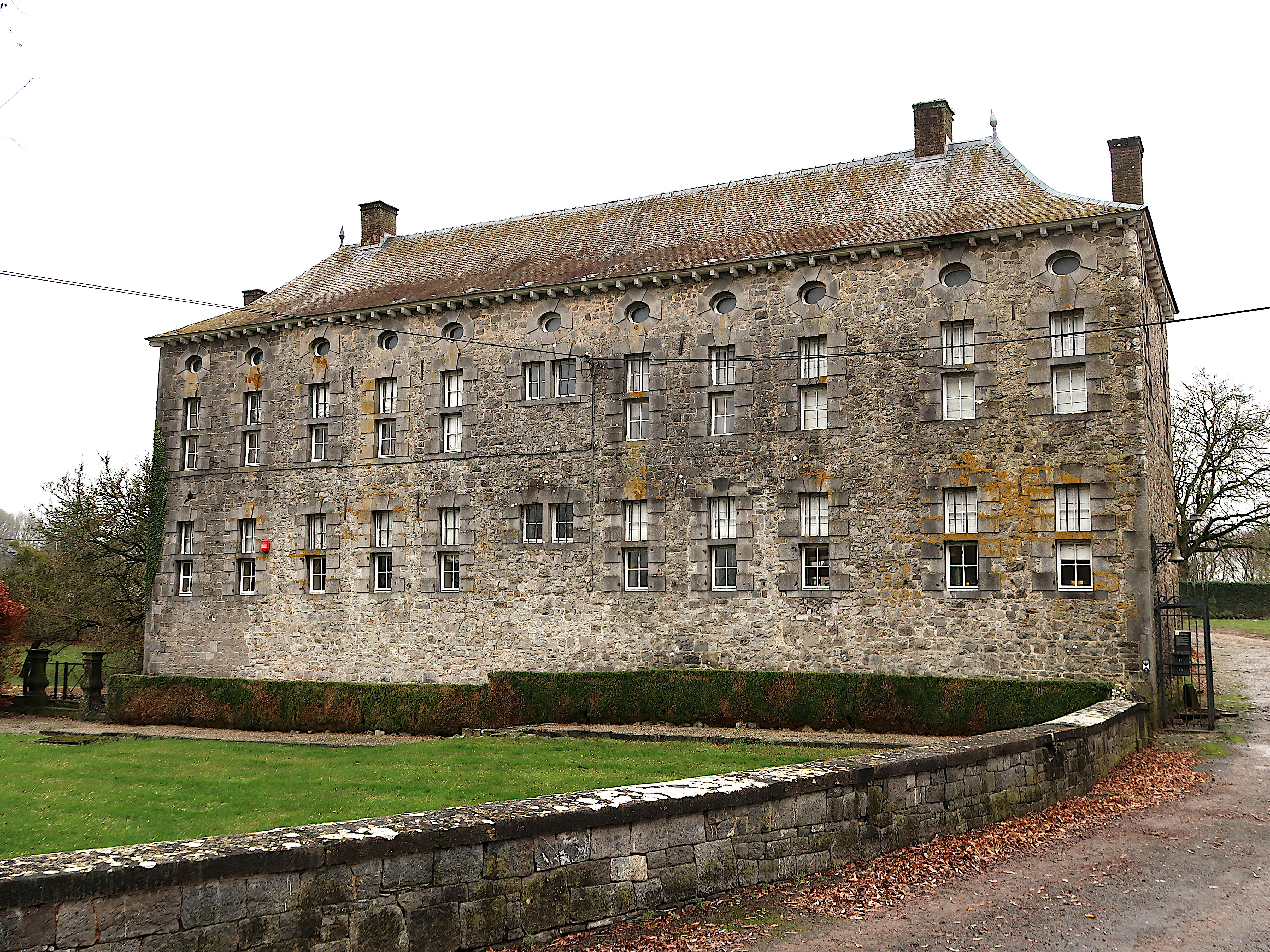
Ferme aux Grives
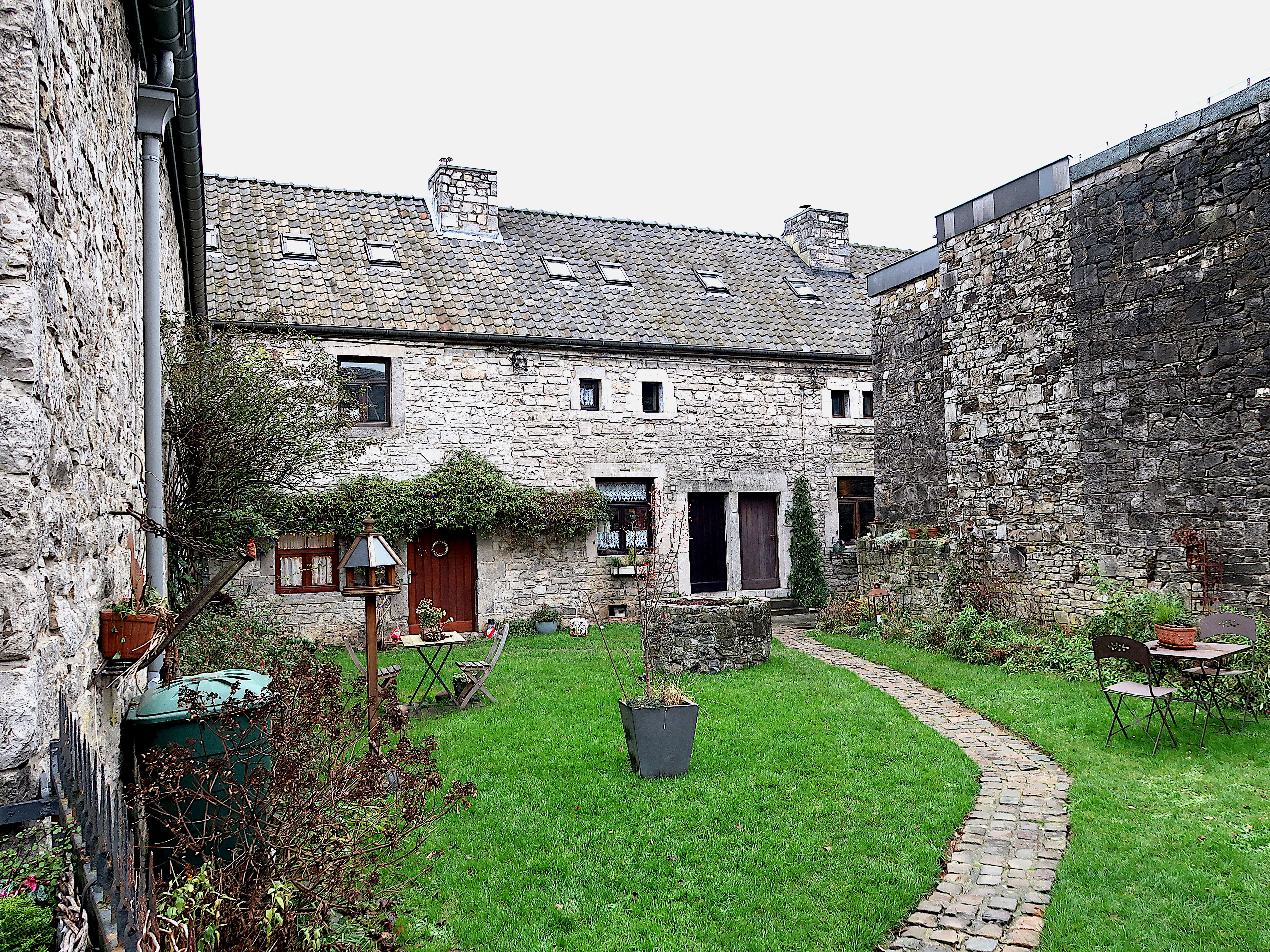
Cour des Moines (11e eeuw)
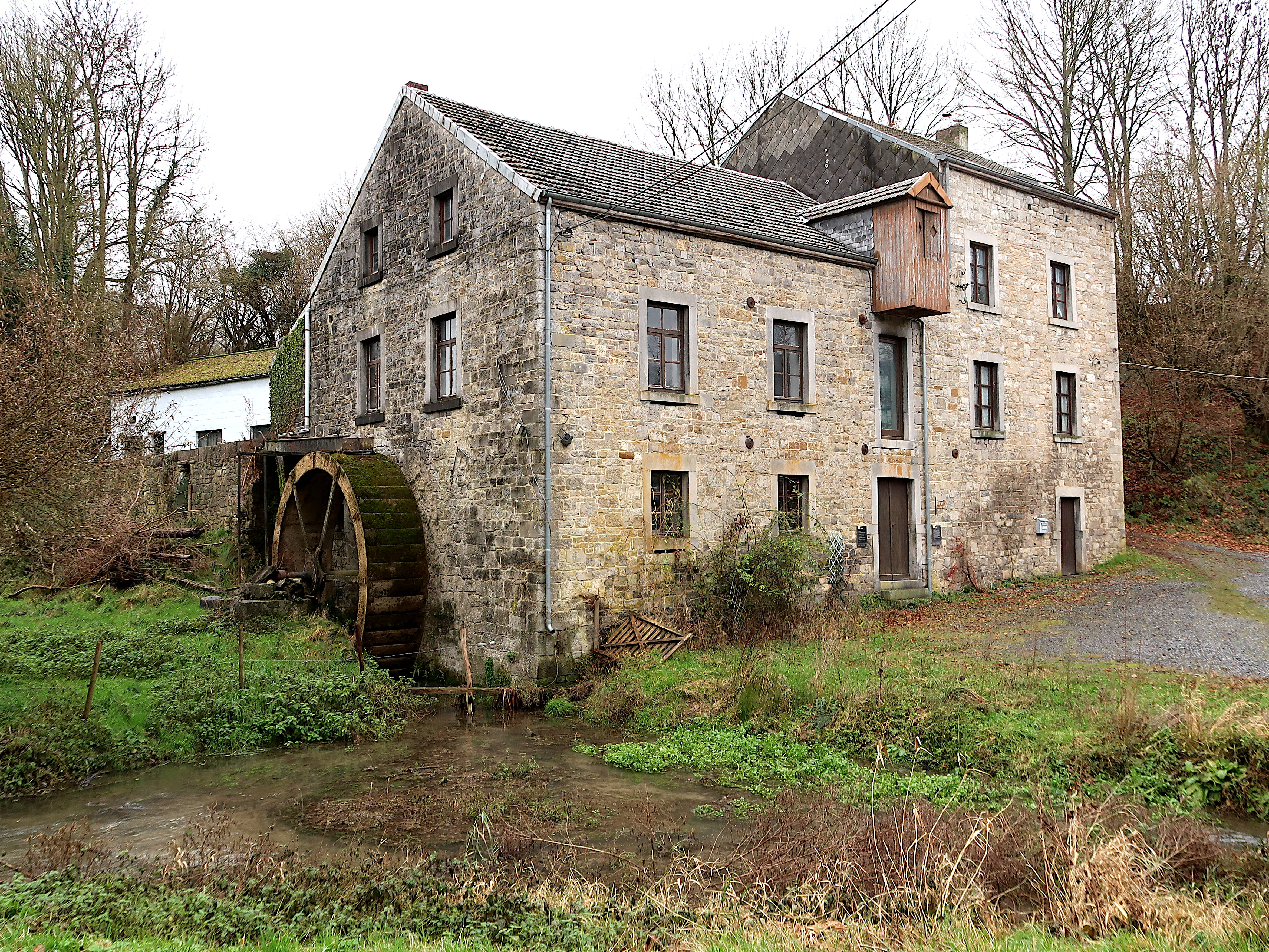
Molen van Ocquier
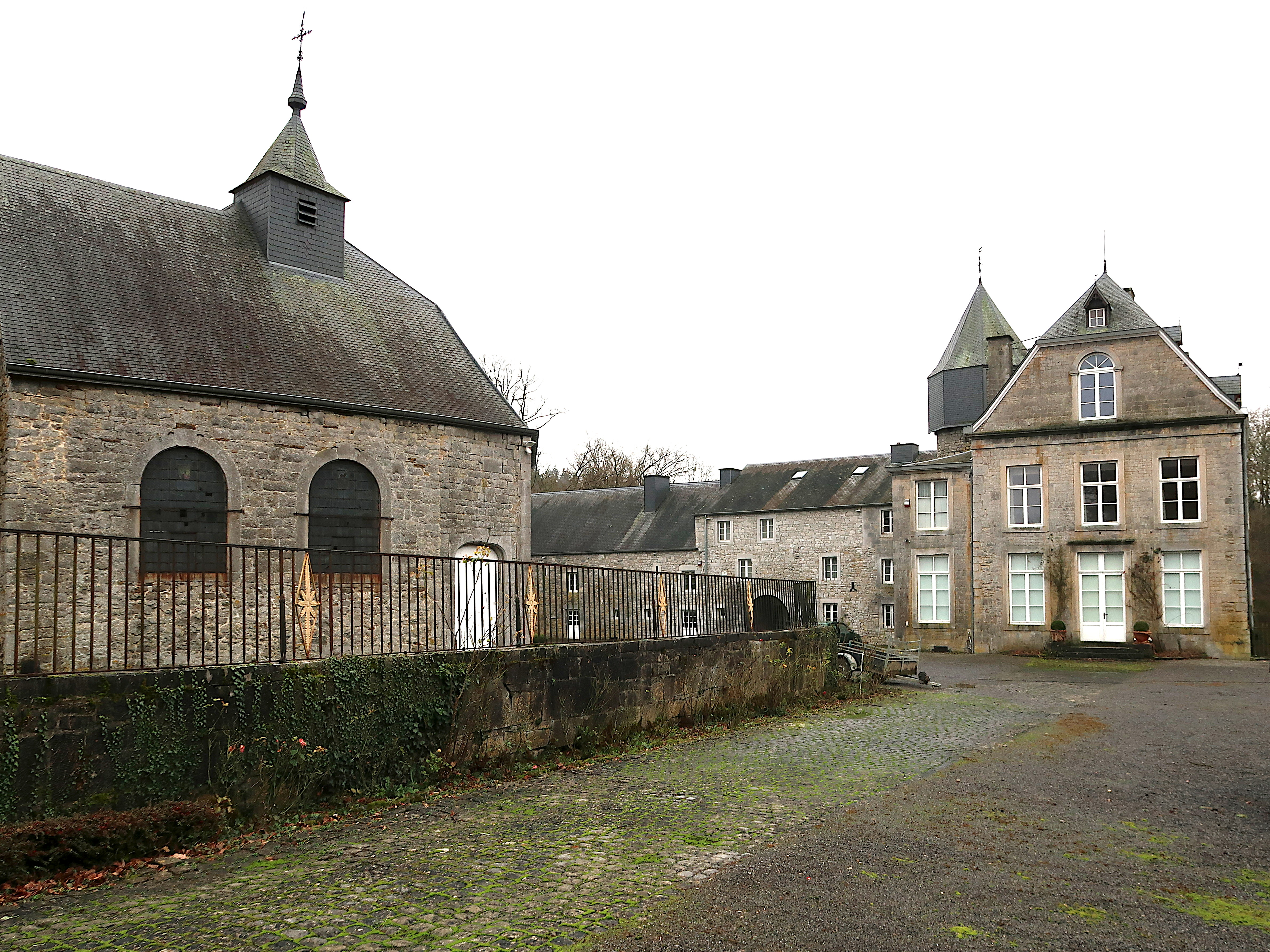
Kasteel van Amas met kapel
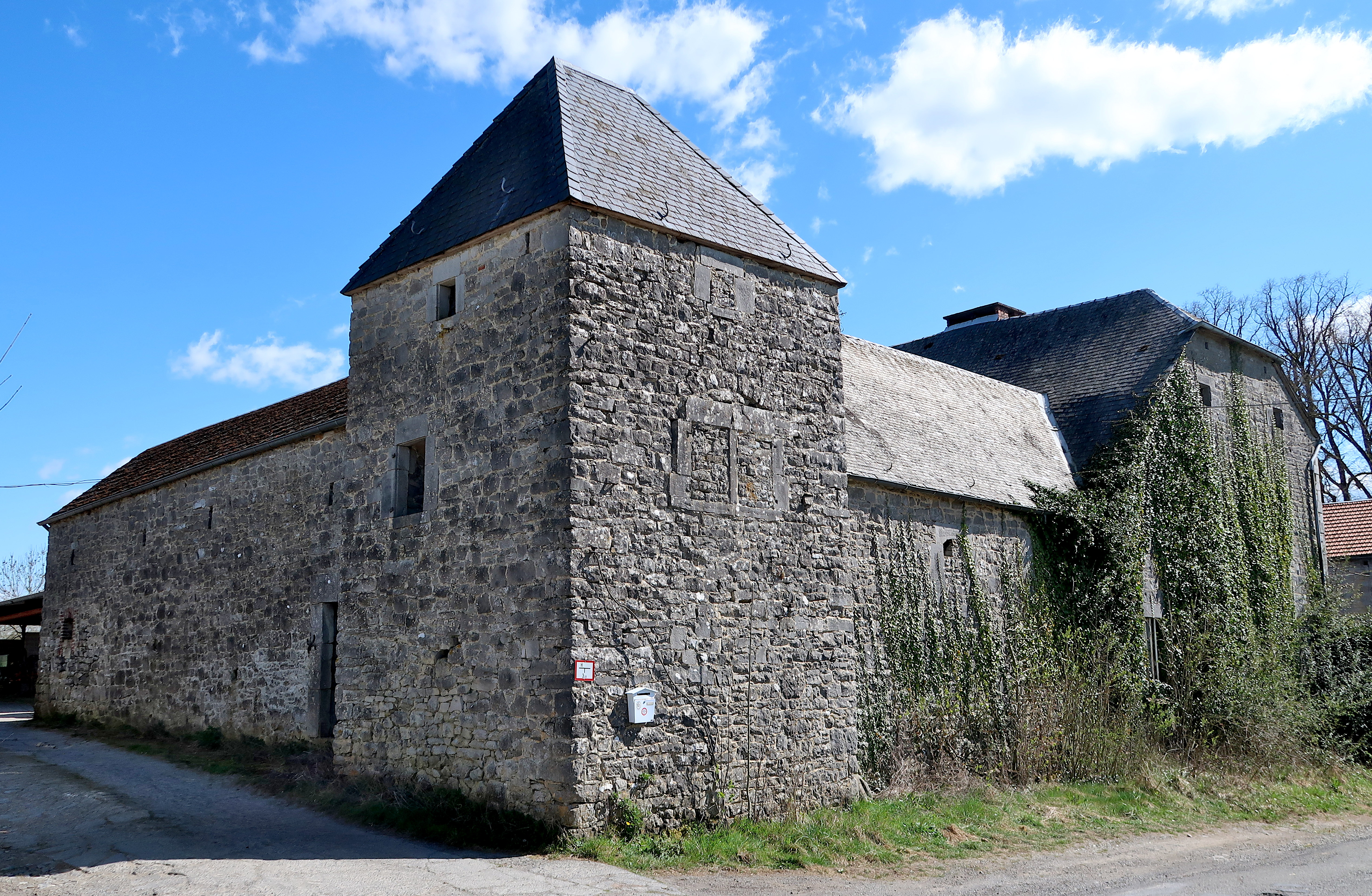
Ferme des Moines in Amas

Deelgemeenten: Bois-et-Borsu · Clavier · Les Avins · Ocquier · Pailhe · Terwagne

Overige dorpen en gehuchten: Amas · Atrin · Bois · Borsu · Clavier-Station · Ochain · Odet · Pair · Petit Avin · Saint-Fontaine · Vervoz 

Belgische gemeenten · arrondissement Hoei · provincie Luik · Wallonië